# Spider-Man and the X-Men
Spider-Man and the X-Men — ограниченная серия комиксов, состоящая из 6 выпусков, которую в 2014—2015 годах издавала компания Marvel Comics.

## Синопсис
После смерти Росомахи Человек-паук выполняет его просьбу из завещания и становится преподавателем в Высшей школе Джин Грей. Он пытается вычислить предателя.

### Выпуски
| № | Дата выхода     | Оценка на Comic Book Roundup    | Предполагаемый объём продаж (первый месяц) |
| - | --------------- | ------------------------------- | ------------------------------------------ |
| 1 | 10 декабря 2014 | 6,9 из 10 на основе 20 рецензий | 61 952, позиция в Северной Америке — 14    |
| 2 | 28 января 2015  | 7,2 из 10 на основе 4 рецензий  | 34 329, позиция в Северной Америке — 49    |
| 3 | 25 февраля 2015 | 6,8 из 10 на основе 4 рецензий  | 29 025, позиция в Северной Америке — 76    |
| 4 | 11 марта 2015   | 5,5 из 10 на основе 3 рецензий  | 26 247, позиция в Северной Америке — 91    |
| 5 | 15 апреля 2015  | 7,3 из 10 на основе 2 рецензий  | 22 929, позиция в Северной Америке — 132   |
| 6 | 29 апреля 2015  | 8,8 из 10 на основе 3 рецензий  | 22 843, позиция в Северной Америке — 133   |

### Сборники
| Название               | Тип            | Дата выхода  | Собранный материал          | ISBN              | Предполагаемый объём продаж (первый месяц) |
| ---------------------- | -------------- | ------------ | --------------------------- | ----------------- | ------------------------------------------ |
| Spider-Man & the X-Men | Мягкая обложка | 22 июля 2015 | Spider-Man & the X-Men #1-6 | 978-0-7851-9700-3 | 1 639, позиция в Северной Америке — 74     |

## Отзывы
На сайте Comic Book Roundup серия имеет оценку 7,1 из 10 на основе 36 рецензий. Джесс Шедин из IGN дал первому выпуску 6,8 балла из 10 и отметил, что в нём не прослеживается особой динамики между Человеком-пауком и основными Людьми Икс. Дуг Завиша из Comic Book Resources писал, что первый выпуск «даёт читателям кроссовер франшиз, но не совсем объединяет лучшее из обоих миров». Джек Фишер из PopMatters дал первому выпуску оценку 7 из 10 и посчитал, что он «устанавливает неловкое стечение обстоятельств, но в удивительно увлекательной форме». Дэвид Пепос из Newsarama оценил первый выпуск в 8 баллов из 10 и подчеркнул, что он «читается на удивление хорошо, даже если иногда немного грубоват по краям». Его коллега Пирс Лайдон был более критичен, поставив выпуску оценку 4 из 10 и написав, что «Эллиотт Калан стоит у руля, но одноразовый состав и концепция, частично заимствованная из последних нескольких лет молодых комиксов о Мстителях, не помогают этому».